# Björnstorp slot
Björnstorp slot er et svensk slot i Gödelöv sogn i Lund kommune i Skåne. Det er opført i 1752 i rokokostil, og der er lavet om- og tilbygninger i 1860'erne og 1870'erne. Slottet ligger ved den vestlige ende af Romeleåsen, tre kilometer nord for Genarp, syd for stationsbyen Björnstorp.

## Historie
Den ældste kendte ejer af Björnstorp slot var Mikkel Pedersen Gønge, som i 1568 blev tildelt "kronens torp Björnstrup" i forlening. Derefter blev slottet ejet af Beata Mikkelsdatter Gønge, Clara Mostsdatter Gere, Falck Lycke, Lauritz Galtung og Barbara Grabow. Efter 1680 tilhørte Björnstorp lige som Svenstorp slot Johan Monrad, som er omtalt som ejer i 1700. Snart blev grevinde Christina Piper ejer af slottet. Hun fik i 1725 slottet som kompensation for en ubetalt gæld. Det var hende, der tog initiativ til at gøre Björnstorp til en rigtig herregård og fik opført hovedbygningen. Hendes datter, Hedvig Maria Sture, solgte Björnstorp i 1754 til Fredrik Gustav Gyllenkrok på Svenstorp. I 1779 blev Björnstorp fideikommis og har siden været i slægten Gyllenkroks eje. Sit nuværende udseende fik slottet ved en ombygning i 1868 under ledelse af Helgo Zettervall.
Den nuværende ejer af Björnstorp er Thure Gabriel Gyllenkrok, der overtog slottet i 1941.

## Eksterne kilder og henvisninger
- Officiel hjemmeside Arkiveret 4. marts 2016 hos  Wayback Machine
- Segerstråle, Nils (1979). Svenska fideikommiss. AWE/Gebers. s. 47. Hentet 2016-03-07.
- Nordisk familjebok. 1905. s. 601. Hentet 2016-03-07.

55°37′41″N 13°24′24″Ø / 55.628°N 13.4066°Ø